# Christiane Knacke
Christiane Knacke, née le 17 avril 1962 à Berlin, est une nageuse est-allemande, spécialiste des courses de  papillon.

## Carrière
Christiane Knacke est vice-championne d'Europe de 100 mètres papillon aux championnats d'Europe de natation 1977. Elle établit cette année-là un nouveau record du monde dans cette distance.
Elle est médaillée de bronze olympique aux Jeux olympiques de 1980 à Moscou en 100 mètres papillon.